# Khwaju Kermani

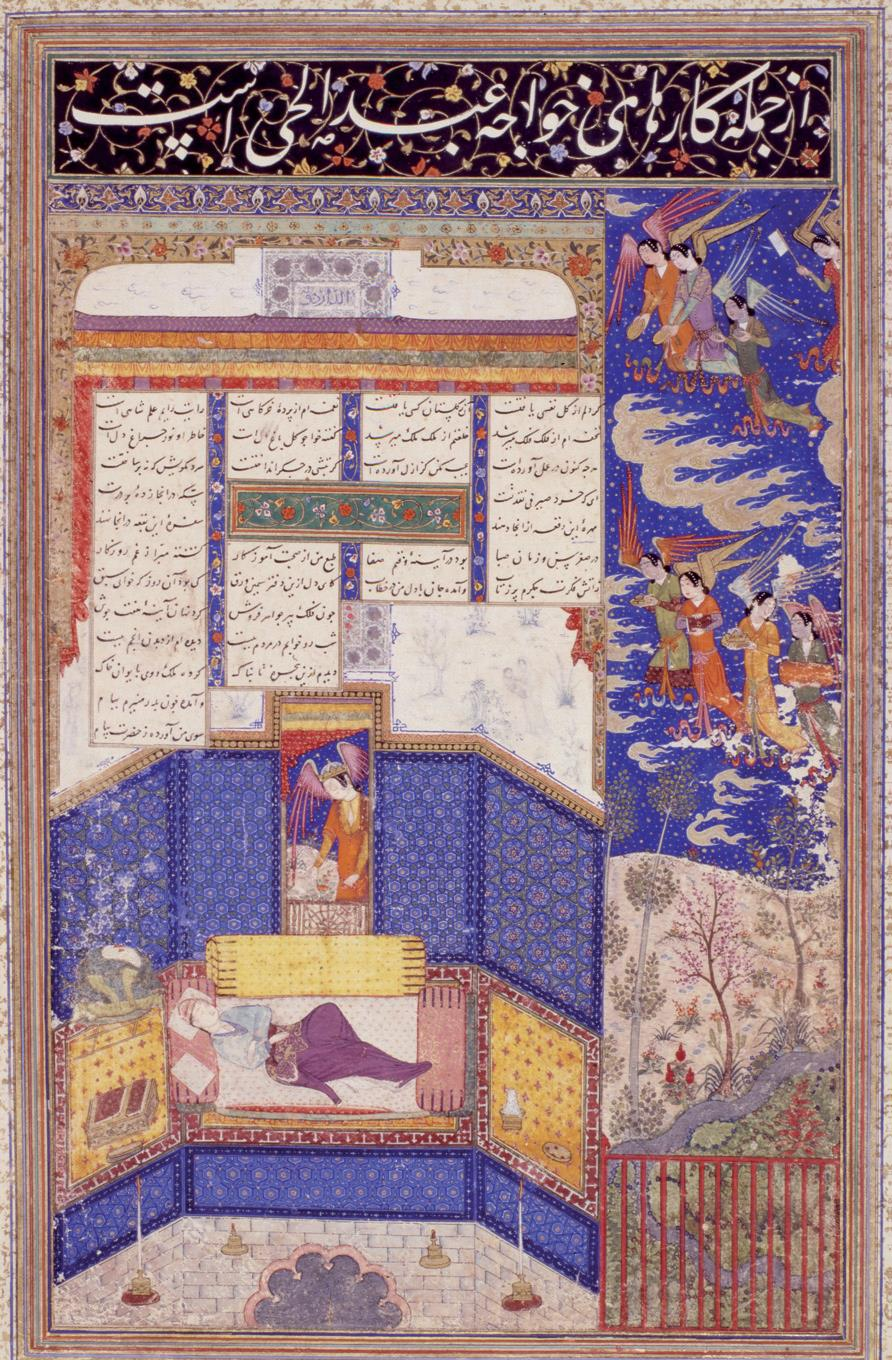
Khwaju Kermani visitado pelo anjo da inspiração em um sonho. Foi a primeira miniatura do manuscrito de Três Masnavis de Khwaju Kermani ilustrado por Junaíde em Bagdá em 1396. Em 1543/44, Dust Muhammad o removeu do manuscrito e o colocou no Álbum de Bahram Mirza (Muraqqa), agora no Museu do Palácio de Topkapı.

Khwaju Kermani (em persa: خواجوی کرمانی  </link> ; Dezembro de 1290 – 1349) foi um famoso poeta persa e místico sufi do Irã.

## Vida
Ele nasceu em Quermã, Irã, em 24 de dezembro de 1290. Seu apelido Khwaju é um diminutivo da palavra persa Khwaja, que ele usa como pseudônimo poético. Este título indica descendência de uma família de alto status social. O nisba (nome-título) Morshedi mostra sua associação com o mestre sufi persa Shaykh Abu Eshaq Kazeruni, o fundador da ordem Morshediyya. Khwaju morreu por volta de 1349 em Xiraz, e seu túmulo é hoje uma atração turística popular. Quando jovem, visitou o Egito, Síria, Jerusalém e Iraque. Ele também realizou o haje em Meca. Diz-se que um dos objetivos de sua viagem foi a educação e o encontro com estudiosos de outras terras. Compôs uma de suas obras mais conhecidas Homāy o Homāyun em Bagdá. Retornando às terras iranianas em 1335, ele se esforçou para encontrar uma posição como poeta da corte dedicando poemas aos governantes de seu tempo, como os governantes ilcânidas Abu Sa'id Bahadur Khan e Arpa Ke'un, os muzafáridas Mubariz al -Din Muhammad e Abu Ishaq Inju da dinastia Inju.

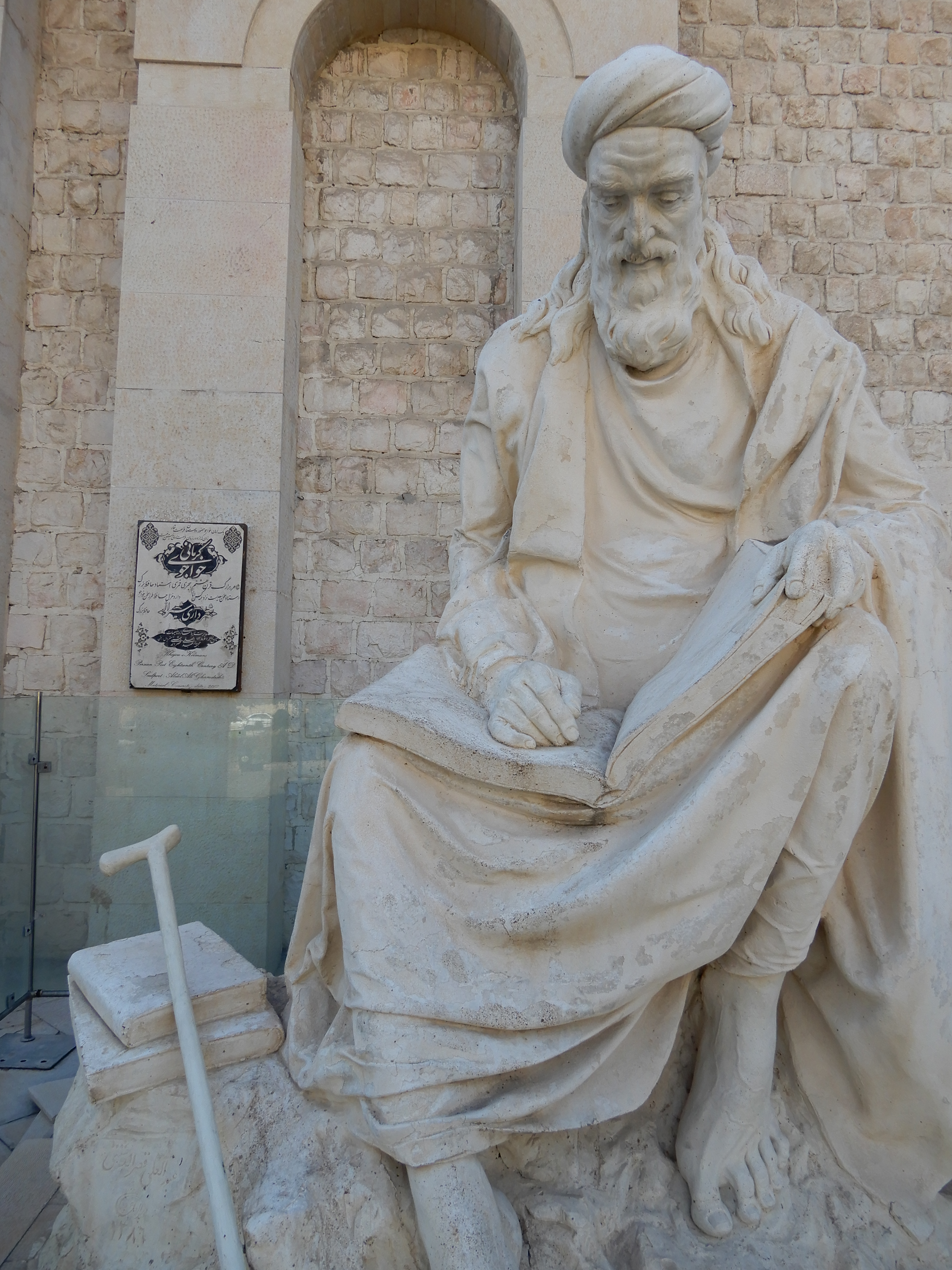
Estátua de Khwaju Kermani